# Strzępiak najeżony
Strzępiak najeżony (Inocybe hirtella Bres.) – gatunek grzybów należący do rodziny strzępiakowatych (Inocybaceae).

## Systematyka i nazewnictwo
Pozycja w klasyfikacji według Index Fungorum: Inocybe, Inocybaceae, Agaricales, Agaricomycetidae, Agaricomycetes, Agaricomycotina, Basidiomycota, Fungi.
Synonimy:
- Inocybe hirtella f. bispora Kühner 1955
- Inocybe hirtella var. bispora Kuyper 1986
- Inocybe hirtella var. paupera F.H. Møller 1945
- Inocybe langei f. bispora J.E. Lange 1938

Nazwę polską podał Andrzej Nespiak w 1990 r.

## Morfologia
Kapelusz
Średnica 1–3 cm, początkowo dzwonkowato-wypukły, potem płaski z niewielkim garbkiem. Brzeg cienki, prosty, lub bardzo słabo podgięty, prążkowany. Powierzchnia sucha, gładka, lub delikatnie włókienkowata albo łuseczkowata, o barwie od żółtawej z oliwkowobeżowym odcieniem do ochrowocytrynowej, na środku zwykle ciemniejsza – brązowa.
Blaszki
Zatokowato wycięte lub prawie wolne, cienkie, z blaszeczkami. Początkowo beżowe lub żółtawe, potem brudnoszare lub jasnobrązowe. Ostrza białawo orzęsione.
Trzon
Wysokość 2–5 cm, grubość 0,3–0,5 cm, walcowaty, cienki. Pod powierzchnią gleby posiada wyraźną, nieobrzeżoną bulwkę pokrytą białą grzybnią. Pod kapeluszem oszroniony. Powierzchnia o barwie od białej do jasnoochrowej z delikatnym różowawym lub ochrowym odcieniem, tylko bulwka jest biała.
Miąższ
Białawy, czasem nad blaszkami ze szklistą strefą. Bez wyraźnego smaku, w trzonie o zapachu gorzkich migdałów.
Cechy mikroskopowe
Zarodniki migdałkowate, 9,5–12 × 5–6,5 µm, z dzióbkiem i gutulami. Podstawki maczugowate, o wysokości 25–30 × µm, zazwyczaj 2–sterygmowe. Cheilocystydy, pleuroctstydy i kaulocystydy w postaci metuloid, o butelkowatym lub wrzecionowatym kształcie i wymiarach 45–70 × 11–20 µm. Na szczycie posiadają liczne kryształki. Pod działaniem amoniaku żółkną.

## Występowanie i siedlisko
Znane jest występowanie strzępiaka najeżonego w Europie, Ameryce Północnej, Japonii i Korei Południowej. W piśmiennictwie naukowym na terenie Polski do 2003 r. podano 5 stanowisk. Więcej stanowisk i bardziej aktualnych podaje internetowy atlas grzybów.
Grzyb mikoryzowy. Rośnie na ziemi w lasach liściastych i mieszanych, zwłaszcza w towarzystwie olch, brzóz, grabów, leszczyny, buków, topoli, dębów, lip.